# Igreja e Convento de Nossa Senhora da Soledade
Igreja e Convento de Nossa Senhora da Soledade é uma igreja católica apostólica romana do século XVIII e um antigo convento em Salvador, Bahia, Brasil. A igreja e o convento foram fundados em 1736 e são dedicados a Nossa Senhora da Soledade. O convento funciona como uma escola desde 1927. A Igreja e o Convento de Nossa Senhora da Soledade estão localizados no Área de Proteção Contígua - Soledade, do Estado da Bahia.

## História

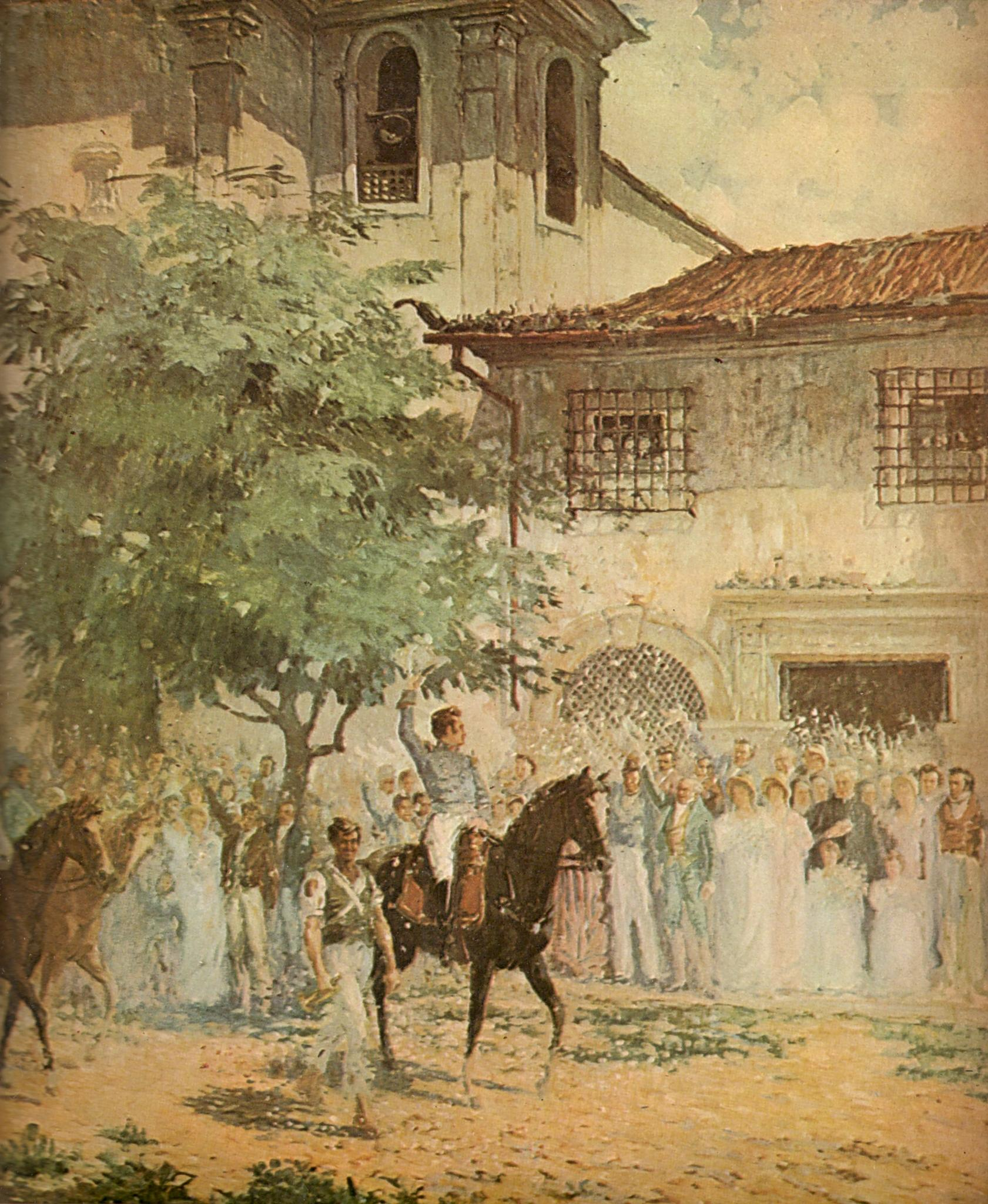
Entrada do Exército Libertador, pintura de Prisciliano Silva, de 1930. Retrata a entrada triunfante de Labatut em Salvador, junto com o corneteiro Lopes, em frente ao Convento da Soledade, em 2 de Julho de 1823, dia da Independência da Bahia. Acervo da Câmara Municipal de Salvador.

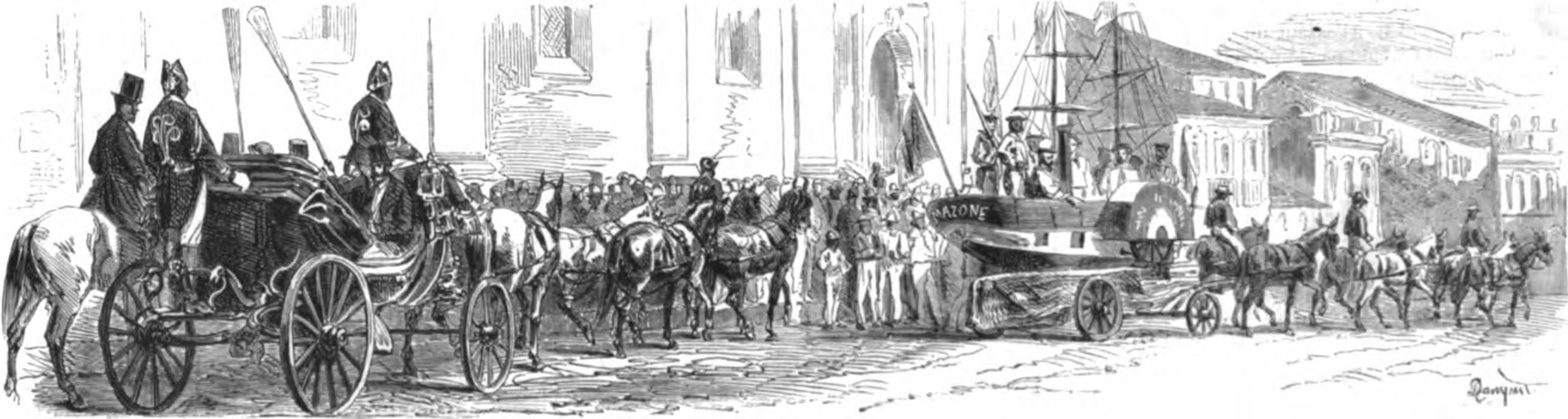
Ilustração de Gavarni para o L'Illustration: Journal Universel, do desfile de Dois de Julho de 1866. A cena se passa na descida da Ladeira da Soledade, vendo-se parte da lateral do Convento. Esse é um trecho do início do Desfile, que sai do Largo da Lapinha e logo desce a Soledade. Posteriormente, houve reformas e ampliações do Convento da Soledade, de forma que as linhas atuais de sua arquitetura não são exatamente as mesmas.

Gabriel Malagrida, um padre jesuíta italiano, chegou à Bahia em 1736. Malagrida recebeu terras de José Fialho, arcebispo da Bahia, e Luís Peregrino de Ataíde, 10º Conde de Atouguia, anteriormente de propriedade de um eremitério dedicado a Nossa Senhora da Soledade. Pouco se sabe sobre o eremitério inicial, além de estar localizado próximo à Fonte do Queimado, uma fonte de água potável. Malagrida esteve vinculado à Companhia de Santa Úrsula. Um convento foi construído no local com salas ao redor de um grande claustro. Uma igreja foi construída ao mesmo tempo. O convento foi convertido em escola em 1927.

## Localização
A Igreja e o Convento de Nossa Senhora da Soledade estão localizados no bairro de Soledade, ao norte do Centro Histórico de Salvador. Ficam na Ladeira da Soledade, uma rua que originalmente ligava a Soledade ao centro histórico de Salvador. A Ladeira da Soledade era "um subúrbio onde havia pouco mais que um convento, algumas plantações e uma bela vista da baía" no período colonial. Agora é o lar de numerosos solares do período colonial, ou casas senhoriais, notadamente o Solar Bandeira, construídas abaixo da igreja e do convento no final do século XVIII.

## Estrutura
A Igreja e Convento de Nossa Senhora da Soledade consistem em uma igreja com nave retangular, uma pequena sacristia e uma biblioteca; um convento com um grande claustro, porão e dois andares acima do nível do solo; e um mirante de três andares com vista para a Baía de Todos os Santos. O Convento da Soledade é um dos três conventos com miradouro de três andares em Salvador, os demais estão nos conventos de Desterro e Lapa.

## Tombamento
A Igreja e o Convento de Nossa Senhora da Soledade estão localizados na Área de Proteção Contígua - Soledade. O distrito protegido foi estabelecido em 1983.